# Goryphus townesi
Goryphus townesi är en stekelart som beskrevs av Sudheer och T.C. Narendran 2005. Goryphus townesi ingår i släktet Goryphus och familjen brokparasitsteklar. Inga underarter finns listade i Catalogue of Life.